# Helmut Romé

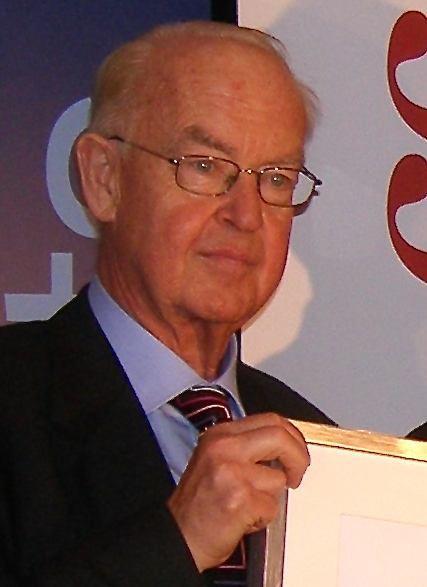
Helmut Romé, 2006

Helmut Romé (* 21. November 1939 in Graz; † 2. Dezember 2021) war ein österreichischer Journalist, langjähriger Herausgeber des Falstaff-Magazins und ein Pionier der österreichischen Weinpublizistik.

## Leben
Helmut Romé wurde am 21. November 1939 in Graz geboren. Ein Teil seiner Familie war in der früheren Südsteiermark (heute Slowenien) mit der Weinwirtschaft verbunden. Er studierte Rechts- und Staatswissenschaften in Graz und Innsbruck. 1966 wurde er an der Universität Graz zum Dr. jur. promoviert.
Im Jahr 1967 begann seine wirtschaftspublizistische Tätigkeit. Als Brüssel-Korrespondent der Arbeiter-Zeitung kam er erstmals mit der feinen Gastronomie und den Weinen aus Bordeaux in Kontakt. Er verfasste zahlreiche Artikel über Weinbaupolitik, Weinkultur und über die Besonderheiten der großen Weine Europas. Wegen dieser publizistischen Ausrichtung gilt er als erster professioneller Weinjournalist Österreichs. Im Jahr 1979 erschien sein Buch Die großen Weine Österreichs, das sehr rasch zum Standardwerk der österreichischen Weinpublizistik avancierte.
Mit einigen Partnern hatte er 1976 in der Wiener Innenstadt die Vinothek St. Stephan gegründet. Er stieg aber aus dem Geschäft aus, um ein neuartiges Wein- und Gourmetmagazin auf den Markt zu bringen. Im Jahr 1980 gründete er gemeinsam mit dem Wirtschaftsjournalisten Hans Dibold und mit finanzieller Unterstützung des Unternehmers Leo Wallner das Falstaff-Magazin. Romé bestimmte die Geschicke des Falstaff-Magazins 29 Jahre lang von 1980 bis 2009. Mitte der 1990er-Jahre gründete er zudem das European Cigar Cult Journal, das nachmalige Cigar Journal.
Helmut Romé gilt als Pionier der österreichischen Weinpublizistik. Sein Grab befindet sich auf dem Pfarrfriedhof in Maria Laach am Jauerling.

## Auszeichnungen und Ehrungen
- 1974: Dr.-Karl-Renner-Publizistikpreis[2]
- 1986: Steinfederpreis für Weinpublizistik[2]

## Schriften
- (Hrsg.): Ost-West-Handel. 5. Internationale Konferenz, 3.–8. Mai 1965 in Graz, „Europäische Begegnung in Österreich“. Tätigkeitsbericht der Handelskommission und des Industrietages (4.–7. Mai 1965). Graz 1965.
- mit Hans Mayrzedt: Die westeuropäische Integration aus osteuropäischer Sicht. Bibliographie – Dokumentation – Kommentar. Laub, Wien 1968 (= Schriftenreihe der Akademischen Vereinigung für Außenpolitik an der Universität Innsbruck 3).
- Die großen Weine Österreichs. Seewald, Stuttgart-Degerloch 1979, ISBN 3-512-00558-6
- Die großen Weine der Toskana. Eine Führung durch die Heimat des Brunello, Carmignano, Chianti Classico, Chianti Putto, Vernaccia und des Vino Nobile. Seewald, Stuttgart-Degerloch 1982, ISBN 978-3-512-00631-9.